# イサック・ブストス
イサック・ブストス（Isaac Bustos、1975年2月16日 - ）は、メキシコの男性プロボクサー。メキシコシティ出身。元WBC世界ミニマム級王者。

## 来歴
1995年2月15日、プロデビュー。
2000年8月5日、NABF北米ミニマム級王座決定戦でヘスス・バルガス（メキシコ）と対戦し、2回負傷ドローで王座獲得ならず。
2000年10月28日、NABF北米ミニマム級王座決定戦でヘスス・バルガスと再戦し、3-0の判定勝ちで王座を獲得した。以後、7度の防衛に成功した。
2004年12月18日、WBC世界ミニマム級王者イーグル京和（タイ王国／角海老宝石）に挑戦。3回にイーグルが右肩甲骨関節窩を骨折し、4回序盤に棄権。TKO勝ちで王座を獲得した。
2005年4月4日、初防衛戦で高山勝成（日本／グリーンツダ）と対戦し、0-3の判定負けで王座から陥落した。
2006年2月18日、WBO世界ミニマム級王者イヴァン・カルデロン（プエルトリコ）に挑戦し、0-3の判定負けで王座獲得ならず。
2008年8月29日、ドローレス・ビダル（メキシコ）と対戦し、3-0の判定勝ち。
2008年12月8日、亀田大毅（日本／亀田）と対戦し、3回KO負け。ちなみにフライ級以上の契約ウェートでジョー小泉が明らかに体格差がありすぎるマッチメークとして拒否したことで亀田家から疎遠になっていったとされている。
2009年5月16日、メキシコ・ティフアナで、デビット・ガスパル（アメリカ）と対戦したが、6回2分38秒TKO負けを喫した試合を最後に現役を引退した。
現在はサンフェルのトレーナーを務めており、フランシスコ・ロドリゲス・ジュニアがブストスと同じミニマム級で世界王者になった。

## 獲得タイトル
- 第9代WBC世界ミニマム級王座（防衛0度）